# Большие Кулики (Новосибирская область)
Больши́е Кулики́ — деревня в Северном районе Новосибирской области России. Входит в состав Верх-Красноярского сельсовета.

## География
Площадь деревни — 79 гектаров.

## История
Основана в 1767 году. В 1928 году деревня состояла из 108 хозяйств, основное население — русские. В административном отношении являлась центром Боольше-Куликовского сельсовета Ново-Троицкого района Барабинского округа Сибирского края.

## Население
| 2002 | 2007 | 2010 |
| ---- | ---- | ---- |
| 220  | ↘198 | ↘151 |

## Инфраструктура
В деревне по данным на 2007 год функционируют 1 учреждение здравоохранения и 1 учреждение образования.